# زرقاء الهمدانية
زرقاء بنت عدي بن غالب بن قيس الهمدانية الكوفية  خطيبة وأديبة سياسية يمانية يرجع نسبها إلى قبيلة همدان في اليمن توفيت نحو سنه 60 هـ /680 م .

## نبذة
عرفت بانها كانت من ذوات الشجاعة والرأي ورجاحة العقل والتدبير
وكانت هي وقومها من أنصار الإمام علي بن أبي طالب في معركة صفين.

## وفادة الزرقاء علىمعاوية
عبيد الله بن عمرو الغساني عن الشعبي قال: حدثني جماعة من بني أمية ممن كان يسمر مع معاوية قالوا: بينما معاوية ذات ليلة مع عمرو وسعيد وعتبة والوليد إذ ذكروا الزرقاء بنت عدي بن غالب بن قيس الهمدانية وكانت شهدت مع قومه صفين فقال: أيحكم يحفظ كلامها قال بعضهم: نحن نحفظه يا أمير المؤمنين قال: فأشيروا علي في أمرها فقال بعضهم: نشير عليك بقتلها قال: بئس الرأي الذي أشرتم به علي أيحسن بمثلى أن يتحدى عنه أنه قتل امرأة بعدما ظفر بها! فكتب إلى عامله بالكوفة أن يوفدها إليه ما ثقة من ذوي محارمها وعدة من فرسان قومها وأن يمهد لها وطاء ليناً ويسترها بستر خصيف ويوسع لها في النفقة فأرسل إليها فأقرأها الكتاب فقالت: إن كان أمير المؤمنين جعل الخيار إلي فإني لا آتية وإن كان حتم فالطاعة أولى. فحملها وأحسن جهازها على ما أمر به فلما دخلت على معاوية قال: مرحباً وأهلاً قدمت خير مقدم قدمه وافد كيف حالك قالت: بخير يا أمير المؤمنين. أدام الله لك النعمة قال: كيف كنت في مسيرك قالت: ربيبة بيت أو طفلاً ممهداً قال: بذلك أمرناهم أتدرين فيما بعثت إليك قالت: أنى لي بعلم ما لم أعلم قال: ألست الراكبة الجمل الأحمر والوقفة بين الصفين يوم الصفين تحضين على القتال. وتوقدين الحرب فما حملك على ذلك قالت: يا أمير المؤمنين مات الرأس وبتر الذنب ولم يعد ما ذهب والدهر ذو غير ومن تفكر أبصر والأمر يحدث بعد الأمر قال لها معاوية: صدقت. أتحفظين كلامك يوم صفين قالت: لا والله لا أحفظه ولقد أنسيته قال: لكني أحفظه لله أبوك حين تقولين: أيها الناس ارعووا وارجعوا إنكم قد أصبحتم في فتنة غشتكم جلابيب الظلم وجارت بكم عن قصد المحجة فيا لها فتنة عمياء صماء بكماء لا تسع لناعقها ولا تنساق لقائدها. إن المصباح لا يضيء في الشمس ولا تنير الكواكب مع القمر ولا يقطع الحديد إلا الحديد. ألا من استرشدنا أرشدناه ومن سألنا أخبرناه. أيها الناس إن الحق كان يطلب ضالته فأصابها فصبراً يا معشر المهاجرين والأنصار على الغصص فكأن قد اندمل شعب الشتات والتأمت كلمة العدل ودمغ الحق باطله فلا يجهلن أحد فيقول: كيف العدل وأنى ليقض الله أمراً كان مفعولا. ألا وإن خضاب النساء الحناء وخضاب الرجال الدماء ولهذا اليوم ما بعده. والصبر خير في الأمور عواقبا أيهاً في الحرب قدماً غير ناكصين ولا متشاكسين. ثم قال لها: والله يا زرقاء لقد شركت علياً في كل دم سفكه قالت: أحسن الله بشارتك وأدام سلامتك فمثلك بشر بخير وسر جليسه قال: أو يسرك ذلك قالت: نعم والله. لقد سررت بالخبر فأنى لي بتصديق الفعل فضحك معاوية وقال: والله لوفاؤكم له بعد موته أعجب من حبكم له في حياته اذكري حاجتك قالت: يا أمير المؤمنين آليت على نفسي أن لا أسأل أميراً أعنت عليه أبداً ومثلك أعطى عن غير مسألة وجاد من غير طلبة قال: صدقت وأمر لها وللذين جاؤوا معها بجوائز وكسا.